# Eva Rubinstein
Eva Rubinstein (Buenos Aires, 1933) es una actriz, bailarina y fotógrafa polaca nacida en Argentina mientras sus padres, el prestigioso pianista Arthur Rubinstein y la bailarina Aniela Mlynarska, hacían una gira por Sudamérica.

## Biografía
Eva Rubinstein se crio en París, donde, siguiendo los pasos de su madre, desde la tierna infancia se formó como bailarina. Con apenas seis años, en 1939, ante el comienzo de la Segunda Guerra Mundial, sus padres, de origen judío, se mudaron a los Estados Unidos, donde podían seguir desarrollando sus carreras profesionales y librarse de la contienda.
Realizó sus estudios primarios en Claremont, California, estudiando posteriormente interpretación en la Universidad de California en Los Ángeles.
Desde 1953 trabajó como actriz y bailarina en Nueva York, llegando a aparecer en la producción original de El diario de Anna Frank.
Contrajo matrimonio con William Sloane Coffin en 1956, con el cual tuvo 3 hijos (Amy, Alexander y David).

## Obra fotográfica
No fue hasta 1968, tras su divorcio, cuando se sumergió en el mundo de la fotografía, participando en talleres impartidos por figuras como Diane Arbus, Lisette Model o Ken Heyman.
Aunque desarrolló una carrera como fotorreportera, también era la fotografía su pasión personal, dedicándose especialmente a las temáticas de interiores, desnudos y retrato, que abordaba con gran respeto y empatía.
Durante esos años absorbió gran cantidad de conocimientos adicionales participando en numerosos talleres, muchos de ellos en Europa.

## Exposiciones (selección)
Su obra ha sido presentada en centenares de exposiciones a lo largo de su vida, algunas de las cuales son las siguientes:
- 1979: Eva Rubinstein: Fotografías, Kalamazoo Institute of Arts, Kalamazoo, Michigan
- 1984: Eva Rubinstein (Polonia - USA). Fotografía, Muzeum Sztuki, Łódź, Poland[7]
- 1985: Eva Rubinstein, Galerie du Château d'eau, Toulouse, Francia
- 2009: Élégies, Galeriía “In Camera”, Paris